# Cynthia Nixon
Cynthia Nixon (født 9. april 1966 i New York) er en amerikansk skuespiller og politiker. Hun er sandsynligvis mest kendt for sin rolle i den amerikanske serie Sex and the City, hvor hun spiller den pessimistiske advokat Miranda Hobbes. Hun kom allerede ind i showbiz, da hun var 12 år gammel. Cynthia Nixon har medvirket i en del film og serier, senest filmen One Last Thing... fra 2006. 

## Filmografi i udvalg
- Det bli'r i familien Addams (1993)
- Pelikan notatet (1993)
- Igby Goes Down (2002)
- Sex and the City: The Movie (2008)
- Sex and the City 2 (2010)

## Ekstern henvisning
- Wikimedia Commons har flere filer relateret til Cynthia Nixon
- Cynthia Nixon på Internet Movie Database (engelsk)
- Cynthia Nixon på Filmdatabasen
- Cynthia Nixon på Scope
- Cynthia Nixon på Svensk Filmdatabas (svensk)
- Cynthia Nixon på AlloCiné (fransk)
- Cynthia Nixon på AllMovie (engelsk)
- Cynthia Nixon på Rotten Tomatoes (engelsk)
- Cynthia Nixon på The Movie Database (engelsk)
- Cynthia Nixon på Internet Broadway Database (engelsk)
- Cynthia Nixon på Encyclopædia Britannica Online (engelsk)